# Grabmal Weißenberg
Das Grabmal Weißenberg (Illjes Mausoleum) auf einem Feld südlich von Weißenberg am Weg Auf der Horst in der niedersächsischen Gemeinde Hagen im Bremischen, Ortsteil Driftsethe, im Landkreis Cuxhaven, stammt aus der Mitte des 19. Jahrhunderts.
Die Anlage steht unter Denkmalschutz (siehe auch Liste der Baudenkmale in Hagen im Bremischen).

## Geschichte
Die Grabstätte der Familie des Deichgrafen Jakob Illjes aus Sandstedt von 1854 besteht aus einem Steinkreuz auf einem Postament. Umgeben wird das Grabmal von in einem Halbkreis aufgeschichteter Findlinge, die auch von ehemaligen Hünengräbern der Umgebung stammen sollen. Eine Inschrift lautet: „Hier ruht Jakob Illjes aus Sandstädt / der Gründer dieses Hofes / geb. 14. Sept. 1813 / gest. 9. Jan. 1854 / Dem die trauernden Eltern / diesen Hügel zur Grabstätte / weihten, den letzten Wunsch / ihres einzigen Sohnes erfüllend / um selbst an seiner Seite zu ruhen.“ Sein letzter Wille war es gewesen, am Weißenberg mit Blick in Richtung Sandstedt beerdigt zu werden.
Eine bekannte Liebesgeschichte ist damit verbunden: Allrike Allmers (1827–1854) aus Rechtenfleth, aus der weit verzweigten Familie des Marschendichters Hermann Allmers, verlobte sich mit dem späteren Dichter Herrmann Joppert aus Rechtenfleth (1828–1878). Der wanderte dann aber alleine abenteuerlustig in die USA aus. Die verlassene Allrike verlobte sich nun mit dem 15 Jahre älteren Jakob Illjes (1813–1854), der 1851 eine kleinere Villa mit Garten und Parkanlagen gebaut hatte. Als aber Herrmann Joppert desillusioniert vom texanischen Freiheitskampf zurückkehrte, löste Allrike die Verlobung mit Illjes und heiratete 1850 Joppert. Nach dem frühen Tod der 1851 geborenen Tochter Johanne Juliane verfiel sie in Schwermut. Sie starb schon bald 1854 auf Madeira. Der verlassene Jakob Illjes, ein reicher Erbe eines Sandstedter Hofes, verließ sein Heimatdorf und zog auf die Geest, um sich einer neuen Aufgabe beim Aufbau des Landgutes Wittenborgh zu widmen. Auch er starb 1854, also im selben Jahr wie Allrike.
Das Landesdenkmalamt befand u. a., dass „an deren Erhaltung aus geschichtlichen Gründen sowohl bezüglich des orts- als auch personengeschichtlichen Zeugniswerts ein öffentliches Interesse besteht.“